# Gåran
Gåran är en sjö i Hedemora kommun i Dalarna och ingår i Dalälvens huvudavrinningsområde. Sjön är 2,9 meter djup, har en yta på 0,14 kvadratkilometer och är belägen 109,8 meter över havet. Sjön avvattnas av vattendraget Broån.

## Delavrinningsområde
Gåran ingår i det delavrinningsområde (668704-150138) som SMHI kallar för Utloppet av Gåran. Medelhöjden är 151 meter över havet och ytan är 2,54 kvadratkilometer. Räknas de 3 avrinningsområdena uppströms in blir den ackumulerade arean 24,23 kvadratkilometer. Broån som avvattnar avrinningsområdet har biflödesordning 2, vilket innebär att vattnet flödar genom totalt 2 vattendrag innan det når havet efter 158 kilometer. Avrinningsområdet består mestadels av skog (37 procent) och jordbruk (11 procent). Avrinningsområdet har 0,14 kvadratkilometer vattenytor vilket ger det en sjöprocent på 5,3 procent. Bebyggelsen i området täcker en yta av 0,72 kvadratkilometer eller 28 procent av avrinningsområdet.